# Gara Episcopia Bihor
Gara Episcopia Bihor este o stație de cale ferată care deservește Oradea, județul Bihor, România.